# Casa di Titus Dentatius Panthera

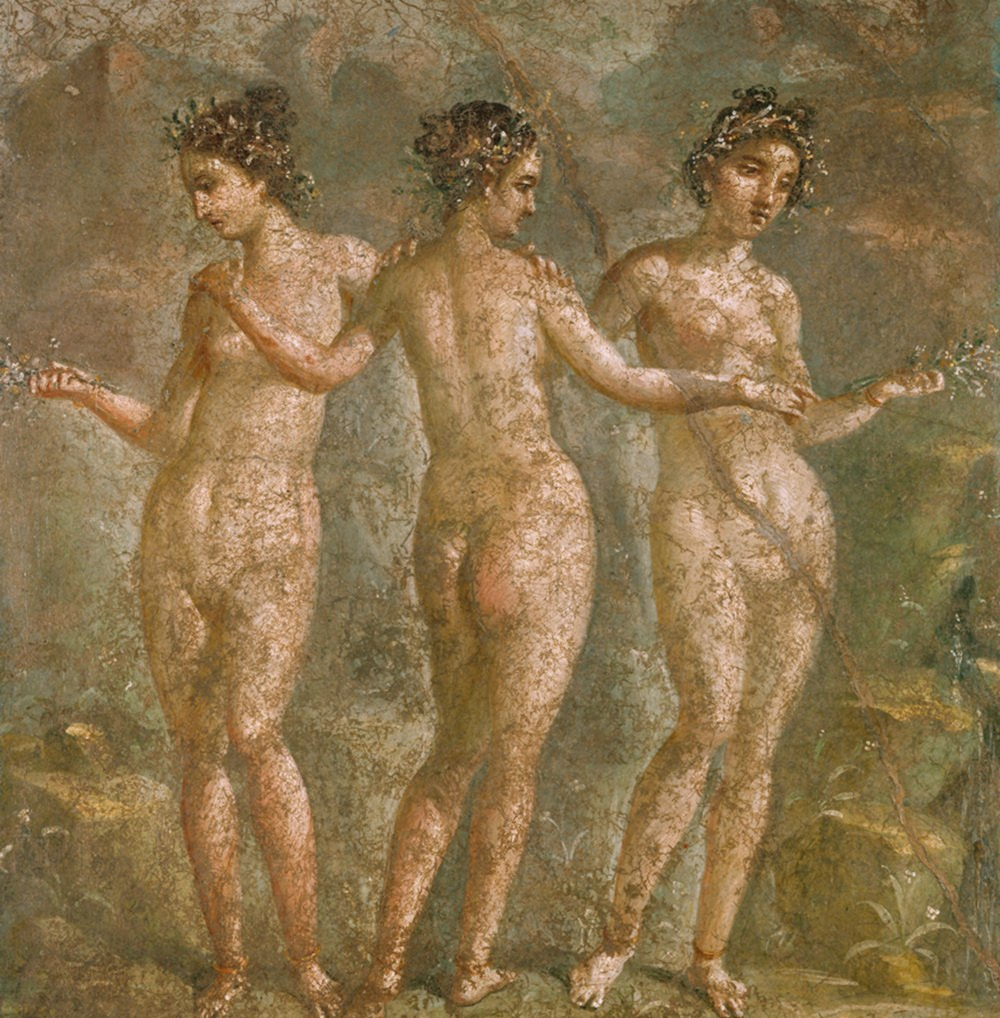
Die drei Grazien

Die Casa di Titus Dentatius Panthera (Haus des Titus Dentatius Panther) ist ein Wohnhaus in Pompeji (IX.2.16), das mit Unterbrechungen von 1867 bis 1876 ausgegraben wurde. Das Haus ist vor allem wegen des Bildes der drei Grazien bekannt, das aus der Wand geschnitten wurde und sich heute im Archäologischen Nationalmuseum Neapel befindet.

## Beschreibung
Das einst zweistöckige Haus wurde im 2. Jahrhundert v. Chr. errichtet und nach dem Erdbeben von 62 n. Chr. umgebaut. Es besitzt ein Atrium und einen Garten. Teile des Hauses waren aufwendig mit Malereien und künstlerisch hochwertigen Wandbildern dekoriert, während andere Räume undekoriert waren, was in einem auffälligen Gegensatz zu stehen scheint. Die Wandbilder zeigen vor allem mythologische Szenen. Das bekannteste Gemälde aus dem Haus zeigt die drei Grazien und stammt aus dem Tablinum. Der ganze Raum war im 4. Stil ausgemalt. Lawrence Richardson Jr. schreibt dieses Bild dem Panthera-Maler zu, der seinen Notnamen nach dem Haus, in dem das Bild gefunden wurde, erhielt.
Ein Großteil der Malereien im ganzen Haus ist heute stark verblasst. Zu den Funden im Haus gehört ein goldener Armreif.